# Gesellschaft zur Erforschung von Geruchs-, Geschmacks-, Gehör- und Gleichgewichtsstörungen
Die Gesellschaft zur Erforschung von Geruchs-, Geschmacks-, Gehör- und Gleichgewichtsstörungen e. V. (4-G-Forschung e. V.) wurde am 12. Juni 1981 von Claus-Frenz Claussen als eingetragener Verein mit Sitz in Bad Kissingen gegründet. Ob die Gesellschaft noch existiert, ist unklar (Stand Mai 2025).

## Aufgaben
Die Gesellschaft widmet sich – insbesondere durch ihr „Neurootologisches Forschungsinstitut“ – allen vier Hauptgebieten der Neurootologie:
- Gleichgewichtsforschung (Äquilibriometrie)
- Erforschung des Gehörs (Audiometrie)
- Erforschung des Geruchssinnes (Olfaktometrie)
- Erforschung des Geschmackssinnes (Gustometrie)

Dabei haben sich die Anwendungsgebiete aus diesen Bereichen weiterentwickelt, insbesondere die Anwendung neurootologischen Wissens in
1. der medizinischen Diagnostik
2. der Begutachtung
3. der Elektromedizin in der Therapie
4. der Entwicklung eines Autos für 100-Jährige („Auto-Cyberno-Mobil“)
5. arbeitsmedizinischen Wissensverknüpfungen
6. der Erforschung altersbedingter Erkrankungen: Presbytinnitus (altersbedingte Ohrgeräusche), Presbyakusis (altersbedingte Schwerhörigkeit), Presbyopie (altersbedingte Sehstörungen), Presbyataxie (altersbedingte Taumeligkeit), Presbyosmie (altersbedingte Geruchsveränderungen) und Presbygeusie (altersbedingte Geschmacksveränderungen).
7. der Zusammenfassung des Wissens auf dem Gebiet der Neurootologie in einem internationalen Lehrbuch.

Im Rahmen dieser Aktivitäten arbeitete die 4-G-Forschung regelmäßig mit Institutionen wie der Nordsee-Reha-Klinik II in Sankt Peter-Ording sowie der Gottfried Gutmann Akademie in Hamm zusammen.
Seit seiner Gründung unterstützte das 4-G-F-Institut regelmäßig die Jahreskongresse der Gesellschaft für Neurootologie und Aequilibriometrie (GNA). Im Jahr 1998 bewarb sich die 4-G-Forschung erfolgreich um die Abhaltung der 20. Jahrestagung der Internationalen Bárány-Gesellschaft in Würzburg. Daneben veranstaltet die Gesellschaft regelmäßig Fortbildungskurse zum Themen wie dem Einsatz diverser Messmethoden (Dopplersonographie, Gustometrie, Olfaktometrie, Rhinomanometrie, CCG) im Bereich der Neurootologie sowie der Diagnose und Therapie von Tinnitus. Die 4-G-Forschung beteiligte sich auch regelmäßig an der jährlich vom Martha Entenmann Tinnitus Research Center in Washington ausgerichteten „International Tinnitus Platform“. Weitere Kongresse mit Beiträgen der 4-G-Forschung waren unter anderem der 60. Jahreskongress der Association of Otolaryngologists of India (AOI) in Indien (2008), in deren Rahmen Claus-Frenz Claussen von seinen Schülern als ihr Lehrer „Guruji“ geehrt wurde, sowie der 19. Kongress der International Federation of Oto-Rhino-Laryngological Societies (IFOS) in São Paulo (2009).
Von 1995 bis 2010 gab das 4-G-F-Institut gemeinsam mit dem Martha Entenmann Tinnitus Research Center am State University of New York Downstate Medical Center das International Tinnitus Journal heraus, eine halbjährlich erscheinende Fachzeitschrift zu Themen aus der Neurootologie und Tinnitologie. An dieser Zeitschrift waren beide Institutionen jeweils zur Hälfte beteiligt, bis sie im Jahr 2010 in den Besitz der Association of Otorhinolaryngology of the Federal District überging. Daneben steuerte das 4-G-F-Institut ab 2007 mit Claussen als Autor einen Artikel über Tinnitus zum jährlich aktualisierten Leitfaden Conn’s Current Therapy bei.

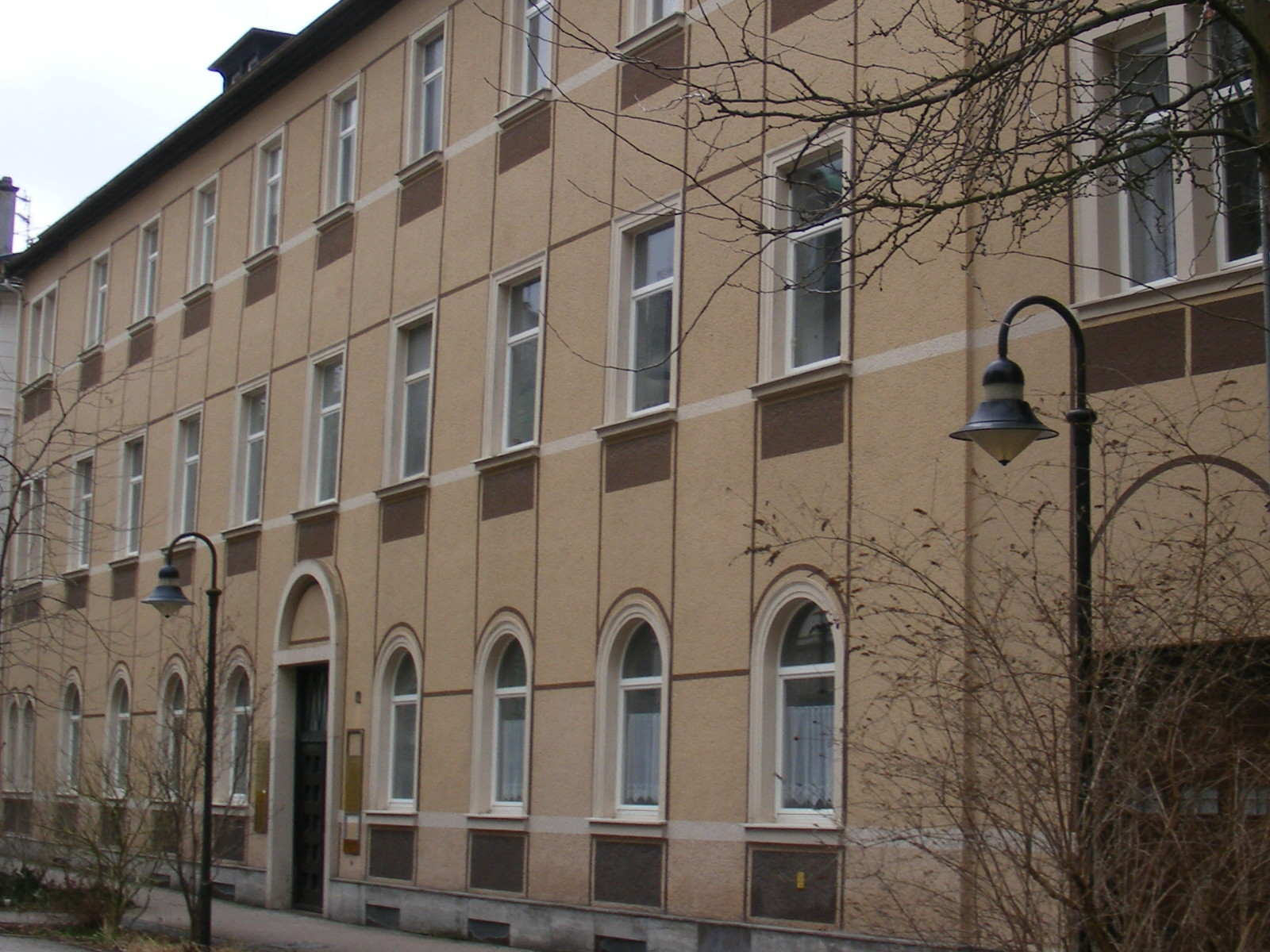
Gebäude Kurhausstraße 12 in Bad Kissingen, früherer Sitz der 4-G-Forschung

Ferner arbeitete das 4-G-F-Institut 2007 an einem computergestützten, autonomen Fahrzeug für die ältere Generation, dem „Auto-Cyberno-Mobil“. Das Konzept wurde in der Publikation Das Auto-Cyberno-Mobil – Ein autonomes, medizinisch-technisches Straßenfahrzeug für individuelle Fahrten in der dritten Lebensphase vorgestellt. Ein weiteres aktuelles Forschungsprojekt widmete sich der Magnetotherapie, der Behandlung von Tinnitus durch Magnetfelder.
In den Räumen arbeiteten regelmäßig ungarische Weltraumforscher der „Vestibular and Psychological Space Research Groups of Dr. Nagy & Co. Ltd“, der Semmelweis-Universität und der militär-medizinischen Klinik (alle Budapest) sowie Forscher aus Ländern wie Rumänien, Portugal, Indien und Großbritannien an aktuellen Forschungsprojekten aus der Neurootologie und Tinnitologie. Die Ergebnisse wurden regelmäßig im International Tinnitus Journal, auf den Jahreskongressen der Gesellschaft für Neurootologie und Aequilibriometrie (GNA) sowie elektronisch auf der Website der Archives for Sensology and Neurootology (ASN) veröffentlicht. Im Rahmen dieser Forschungen wurden auch regelmäßig Stipendiaten betreut.
Ob die Gesellschaft noch existiert, ist nicht eindeutig feststellbar. Am bisherigen Sitz der Gesellschaft im Gebäude Kurhausstraße 12 in Bad Kissingen, auch Sitz der Gesellschaft für Neurootologie und Aequilibriometrie, gibt es keinen Hinweis auf das 4-G-F-Institut (Stand 2025).

## Publikationen
- Claus-Frenz Claussen (Hrsg.): Presbyvertigo Presbyataxie Presbytinnitus – Gleichgewichts- und Sinnesstörungen im Alter – Interdisziplinäres Kissinger Symposium der Gesellschaft zur Erforschung von Geruchs-, Geschmacks-, Gehör- und Gleichgewichtsstörungen e. V. (4-G-Forschung e. V.), Springer-Verlag, Berlin, Heidelberg, New York, Toyko 1985, ISBN 3-540-13790-4.
- mit dem Tinnitus Center der State University of New York, Health Center at Brooklyn (Hrsg.): International Tinnitus Journal, New York, Bad Kissingen, ab 1995 ISSN 0946-5448 (englisch).
- Claus-Frenz Claussen, Burkard Franz: Contemporary and Practical Neurootology, Neurootologisches Forschungsinstitut der 4-G-Forschung e. V. (NFI 4-G-F), Bad Kissingen 2006, ISBN 3-00-016398-0 (englisch).
- Claus-Frenz Claussen et al.: Equilibriometría y Tinnitología práctica, NFI 4-G-F, Bad Kissingen 2006, ISBN 978-3-00-027276-9 (spanisch).
- Claus-Frenz Claussen: Das Auto-Cyberno-Mobil – Ein autonomes, medizinisch-technisches Straßenfahrzeug für individuelle Fahrten in der dritten Lebensphase, NFI 4-G-F, Bad Kissingen 2007, ISBN 978-3-00-020941-3.